# 新疆女蒿
新疆女蒿（学名：Hippolytia herderi）是菊科女蒿属的植物。分布于俄罗斯以及中国大陆的新疆等地，生长于海拔1,900米的地区，常生于山坡草甸，目前尚未由人工引种栽培。